# 8393 Tetsumasakamoto
8393 Tetsumasakamoto (1993 TJ1) là một tiểu hành tinh vành đai chính được phát hiện ngày 15 tháng 10 năm 1993 bởi K. Endate và K. Watanabe ở Kitami.